# Maria Wodzińska
Maria Wodzińska (Varsavia, 7 gennaio 1819 – Poznań, 7 dicembre 1896) è stata una nobile polacca, principalmente nota in quanto fidanzata di Fryderyk Chopin.

## Biografia
Maria era figlia del conte Wincenty  Wodziński, ricco nobile della campagna polacca. I tre fratelli maschi della giovane (Antoni, Kazimierz, Feliks) erano legati da amicizia con Chopin poiché erano stati ospiti del pensionato di Nicolas Chopin, padre del compositore. Maria era la maggiore delle tre figlie femmine dei Wodziński e aveva conosciuto il giovane Fryderyk fin da bambina e in seguito era stata sua allieva di pianoforte. Quando scoppiò la rivoluzione del 1830 la famiglia Wodziński si rifugò a Ginevra dove la giovane studiò arte all'Accademia e prese lezioni di pianoforte con Édouard Wolff.
Nella primavera del 1834, prima la madre, la contessa Maria Teresa, poi anche la stessa Maria, scrissero a Chopin invitandolo a Ginevra. Nella sua lettera la giovane aveva anche accluso una piccola composizione chiedendo un parere al musicista. Lo scopo dell'invito fu probabilmente far incontrare ancora i due giovani nella speranza di un fidanzamento. I Wodziński, lasciando la Polonia, avevano abbandonato tutti i loro possedimenti e, preoccupati di dover perdere tutto in un futuro rientro in patria, speravano che un matrimonio di Maria con il celebre musicista, molto ben visto dalle autorità, appianasse le cose.
Chopin e Maria si ritrovarono l'anno seguente a Dresda; il musicista si ritrovò al centro dell'attenzione, in un ambiente familiare dove poteva finalmente parlare polacco; Maria non era particolarmente bella, era però dotata di un fascino particolare e incantò subito il compositore. Di lei si dice che ne furono innamorati anche il principe Louis-Napoléon (futuro Napoleone III) ed il poeta Juliusz Słowacki che scrisse un poema su di lei. Chopin dovette ripartire presto per Lipsia e poi per Parigi. Pensò molto al suo soggiorno a Dresda e a Maria e ne scrisse ai genitori, senza però commenti, dicendo solo di voler tornare l'estate seguente dai Wodziński. Giunto il mese di luglio, Chopin raggiunse la famiglia del conte a Marienbad; qui ad agosto, nacque l'idillio fra i due giovani. A fine mese rientrarono tutti insieme a Dresda e Chopin, prima di partire per Parigi, si dichiarò e le dedicò un Valzer, Maria gli regalò una rosa; del fidanzamento fu messa a conoscenza solo la madre della ragazza che era favorevole all'unione, in attesa del consenso paterno. Maria aveva anche dipinto l'amato, creando quello che Tad Szulc definirà "uno dei migliori ritratti di Chopin, dopo quello di Delacroix, con il compositore che appare rilassato, pensieroso ed in pace".

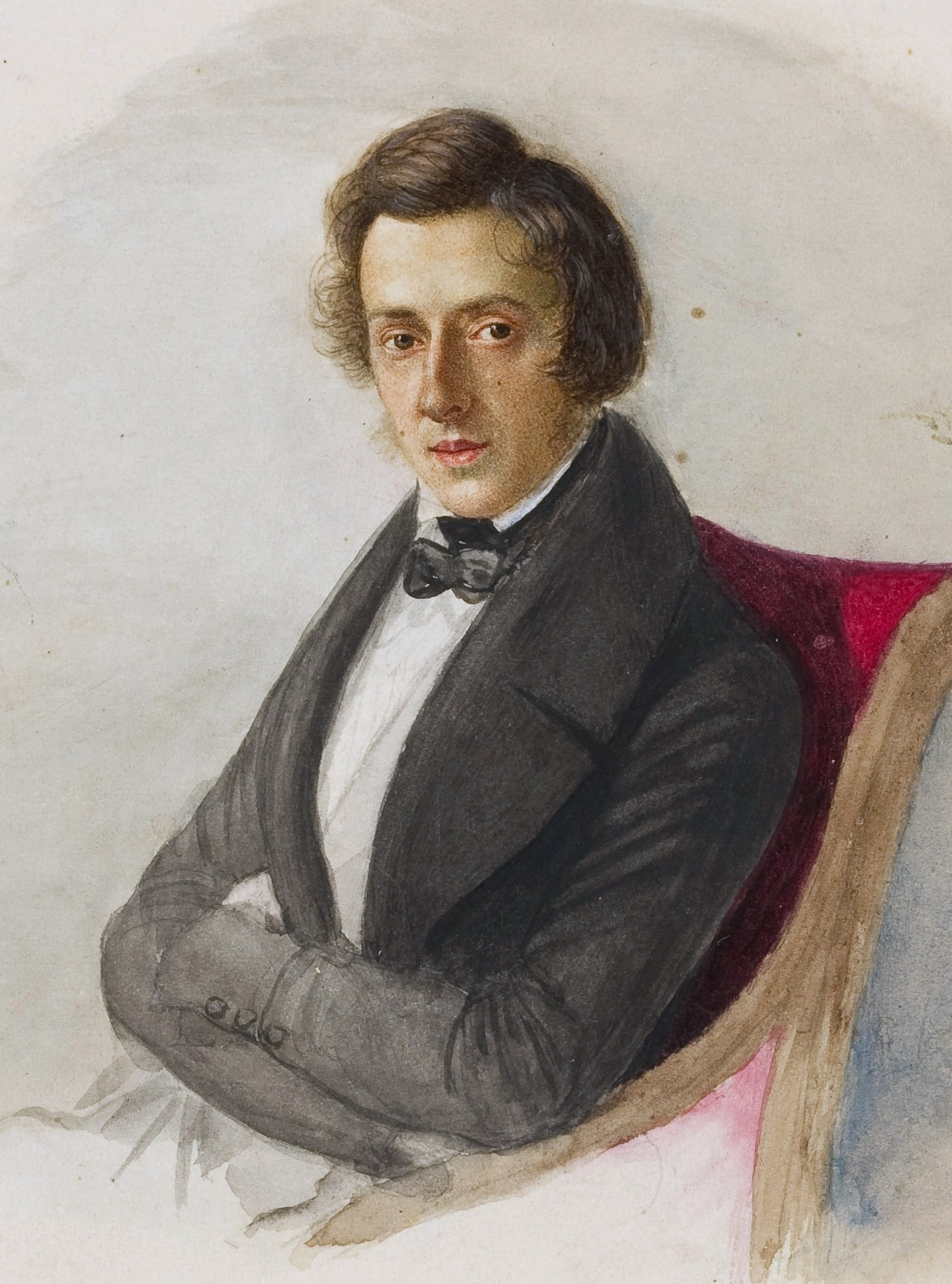
Acquerello di Maria Wodzińska che ritrae Fryderyk Chopin, 1835

La relazione di Maria con Chopin terminò nel 1836. La fitta corrispondenza fra Chopin, la madre della giovane e Maria stessa durò infatti per un po' di tempo, poi andò pian piano esaurendosi, senza che nessuno confermasse la fine del rapporto. Probabilmente i Wodziński pensarono che le precarie condizioni di salute del musicista non fossero una prospettiva ideale per Maria, ma molto più probabilmente pensarono che, avendo finalmente risolti i problemi economici che li affliggevano, non avessero più bisogno di un genero celebre che poteva sì portare agevolazioni e molte entrate, ma che non era di nobile famiglia. Per distrarsi il compositore accolse l'invito dell'amico Camille Pleyel per un viaggio in Inghilterra; al suo ritorno a Parigi raccolse tutta la corrispondenza con Maria in un pacchetto a cui unì la rosa che lei gli aveva regalato, legò tutto con un nastro e vi scrisse sopra Moja bieda (La mia sventura). Dopo la morte del musicista fu ritrovato il plico di lettere e si venne a conoscenza di tutta la storia con Maria.
Il 24 luglio 1841, la giovane sposò il conte Józef Skarbek, figlio di Fryderyk Skarbek, che era stato padrino di Fryderyk Chopin. Successivamente ottenne l'annullamento del matrimonio con Skarbek per impotenza del marito e sposò Władysław Orpiszewski nel 1848; da quest'ultimo ebbe un figlio, che però morì per tubercolosi all'età di quattro anni. Nel 1881 morì anche il marito e lei trascorse il resto della propria vita a Kłóbka, in Polonia; morì a Poznań nel 1896